# Hillia oaxacana
Hillia oaxacana är en måreväxtart som beskrevs av Charlotte M. Taylor. Hillia oaxacana ingår i släktet Hillia och familjen måreväxter. Inga underarter finns listade i Catalogue of Life.